# Gastrolobium tricuspidatum
Gastrolobium tricuspidatum là một loài thực vật có hoa trong họ Đậu. Loài này được Meisn. miêu tả khoa học đầu tiên năm 1844.